# Azor (Israel)
Azor és un consell local del districte de Tel-Aviv, situat al sud d'aquesta ciutat i que forma part de l'àrea metropolitana de Gush Dan.

## Història
L'any 1951 es fundà la ciutat sobre les ruïnes de la vila àrab de Ya'azor, que va ser escenari de forts enfrontaments durant la Guerra araboisraeliana de 1948, especialment durant el mes de gener de 1948, quan després d'una batalla tots els habitants àrabs fugiren de la ciutat.
Amb la fundació del poble van establir-s'hi nombrosos immigrants arribats d'Hongria, Romania, Bulgària, Polònia i Turquia, la majoria supervivents de l'Holocaust.

## Jaciments arqueològics
L'any 1958 es van fer unes troballes arqueològiques a la plana costanera d'Azor. Les troballes consisteixen en dues catacumbes excavades, que contenien uns 120 ossaris, 200 esquelets humans, 268 recipients de ceràmica, armes i altres objectes del període protourbà tardà. La major part de la ceràmica és decorada amb motius florals i geomètrics i té finestretes rectangulars. Algunes peces tenen, a més a més, figures antropomòrfiques, com ara nassos.